# Riccardo Galeazzi Lisi
Riccardo Galeazzi Lisi (Roma, 26 luglio 1891 – Roma, 16 novembre 1968) è stato un medico italiano, archiatra pontificio di Pio XII.

## Biografia
Oculista, membro onorario della Pontificia accademia delle scienze, fu archiatra pontificio e medico personale di papa Pio XII dalla sua elezione e per tutto il suo pontificato. Nel 1953 fece parte della commissione medica che decretò l'appartenenza all'apostolo Pietro delle ossa umane avvolte in un panno di porpora rinvenute durante gli scavi nelle Grotte Vaticane. Tre anni dopo, tuttavia, venne escluso dalla commissione a causa di alcuni debiti di gioco. Nel 1954 il suo nome apparve sui giornali a causa dei suoi rapporti con Ugo Montagna, all'epoca fra i maggiori protagonisti del caso Montesi.

### Lo scandalo dell’imbalsamazione del corpo di Pio XII
Durante l'agonia di Pio XII, Galeazzi Lisi scattò una ventina di fotografie al pontefice steso sul letto con la cannula dell'ossigeno in bocca, vendendole poi ad alcuni giornali francesi. Tra l'altro, già nei mesi precedenti aveva più volte venduto agli organi di stampa indiscrezioni sulla salute del papa, che non lo aveva licenziato solo per rispetto nei confronti del fratello Enrico Pietro, architetto e importante funzionario del Vaticano, limitandosi a dispensarlo "di fatto" dal suo incarico di archiatra. Riccardo Galeazzi Lisi fu inoltre responsabile della prematura errata notizia della morte di Pio XII: ai molti giornalisti che attendevano incessantemente sotto l'appartamento papale, egli disse che avrebbe aperto la finestra della camera da letto del pontefice appena morto il papa. Tale finestra, però, venne aperta da una suora, del tutto ignara degli accordi, e pertanto la notizia della morte di Pio XII uscì sui giornali quando il papa era ancora in vita.
Poiché il corpo dei papi, dopo la loro morte, viene trattato prima di essere esposto al pubblico, Galeazzi Lisi annunciò di voler utilizzare sul corpo del papa defunto una tecnica conservativa da lui stesso definita "rivoluzionaria", che aveva illustrato a Pio XII ancora vivente, il quale era apparso all'epoca assai restio all'idea che, dopo la morte, il suo corpo dovesse essere denudato e manipolato. A sostegno della sua "invenzione" portò in visione a papa Pacelli la mano imbalsamata di un automobilista morto in un incidente anni prima, ottenendo così la sua approvazione. Alla morte di Pio XII, avvenuta il 9 ottobre 1958, il dottore applicò il suo metodo sperimentale sul corpo del pontefice: avvolse la salma dentro alcuni strati di cellophane insieme a una miscela di erbe aromatiche, spezie e prodotti naturali, simili a quelle che, secondo lui, erano state utilizzate per seppellire Gesù Cristo.
Tale metodo si rivelò però fallimentare: non solo non riuscì a preservare la salma ma anzi ne accelerò la decomposizione, tanto che nel giro di poche ore essa incominciò a tumefarsi e sprigionare miasmi tali da provocare lo svenimento di alcune guardie del picchetto d'onore incaricate di vegliarla in attesa del trasferimento nella Basilica di San Pietro, dove, come da tradizione, fu esposta per nove giorni all’omaggio dei fedeli. Per rimediare alla situazione, venne convocato un gruppo di medici legali esperti nel campo dell'imbalsamazione per eseguire un nuovo trattamento conservativo con ovatta e formalina. La situazione, però, era talmente compromessa da rendere necessaria la posa sul volto del papa di una maschera di cerone miscelato a composti alcalini.
Dopo che fu emersa la speculazione delle foto, il 20 ottobre 1958 il dott. Galeazzi Lisi venne licenziato in tronco dal Collegio cardinalizio, che lo sostituì col professor Antonio Gasbarrini (già membro del suo team medico), e venne radiato dall'Ordine dei Medici per comportamento indegno. Il successore di Pio XII, papa Giovanni XXIII, lo bandì a vita dal Vaticano. Nel 1960 scrisse un libro intitolato Dans l'ombre et dans la lumière de Pie XII, che fu pubblicato dalla casa editrice francese Flammarion, con la riproposizione delle fotografie di Pio XII durante l'agonia. Ricordato per questi fatti come "l'archiatra corrotto", morì nel 1968 rivendicando fino all'ultimo la bontà del suo operato.